# Jelly Belly

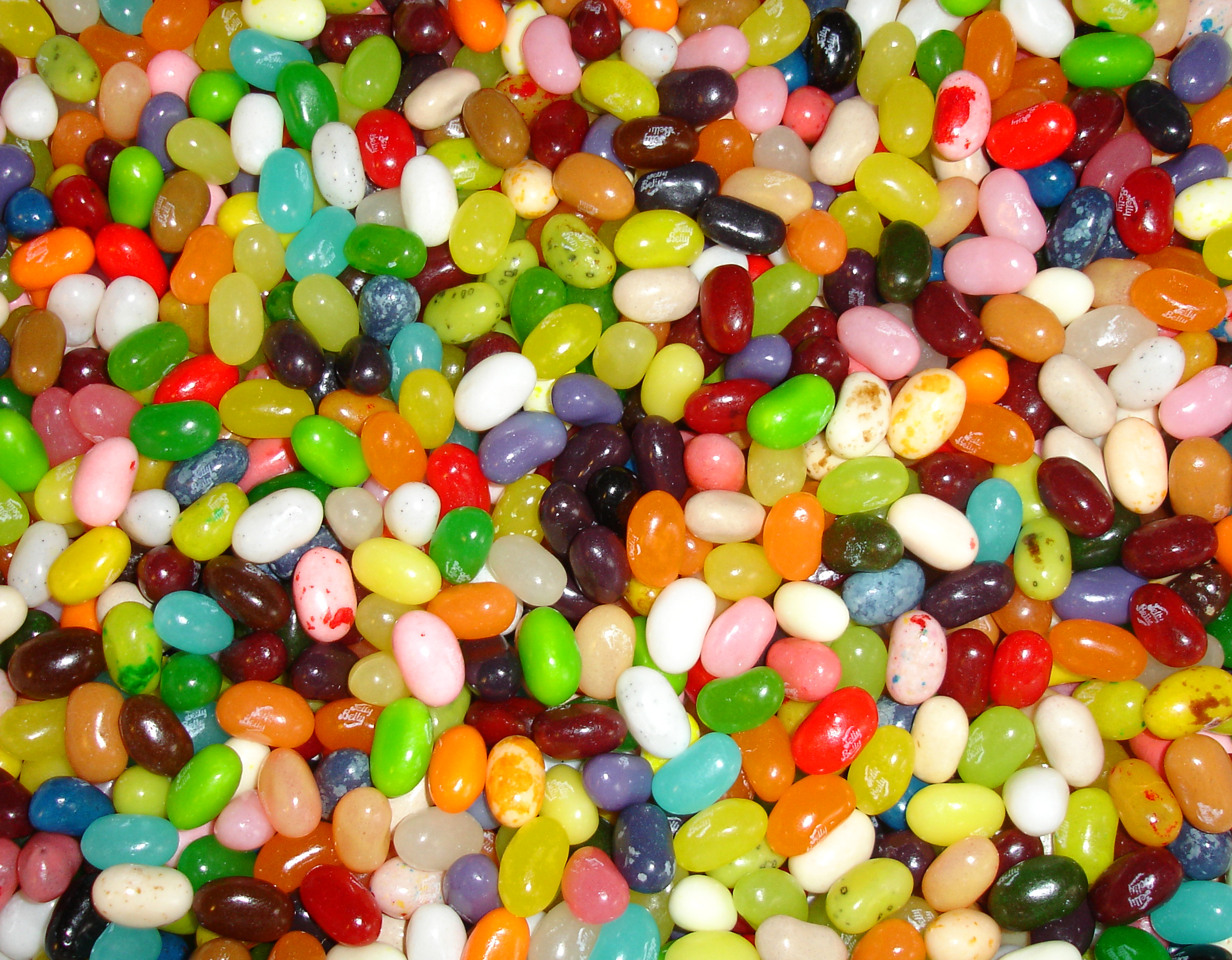
Diverse Jelly belly in tanti colori e gusti

Le Jelly Belly sono delle caramelle a base di gelatina, di origine statunitense, dalla tipica forma di fagiolo, dalla quale prendono il tipico nome comune "jelly beans" (lett. "fagioli di gelatina").

## Storia
Nel 1976 l'azienda Jelly Belly Candy Company ebbe l'idea di creare nuovi tipi di caramelle in gelatina. Nello stesso anno si crearono i primi otto gusti con aromi naturali:
- ciliegia
- limone
- panna
- mandarino
- mela verde
- root beer
- uva
- liquirizia

Ora i gusti sono 50. Il nome è derivato dal fatto che sono caramelle morbide (Jelly) e panciute (belly). Nel 1983 la NASA nella missione Challenger mandò una confezione di Jelly belly nello spazio. Ora la diffusione di queste caramelle è mondiale.

## Ingredienti
- Principali:
  - zucchero,
  - gelatina,
  - amido alimentare,
  - sciroppo di mais,
  - aromi naturali;
  - cannella
  - soja
- secondari, presenti in minore quantità:
  - lecitina di soia,
  - sale,
  - cera di carnauba,
  - cera d'api,
  - agenti antischiuma.

### Lista dei 50 gusti e dei rispettivi colori
| Colore                                 | Gusto                   |
| -------------------------------------- | ----------------------- |
| biancastro                             | panna                   |
| marrone                                | root beer               |
| celeste                                | sottobosco              |
| blu                                    | mirtillo                |
| rosa confetto                          | gomma da masticare      |
| bianco con macchie gialle              | pop corn al burro       |
| biancastro                             | caffè latte             |
| giallo scuro                           | melone                  |
| marrone con chiazze bianche            | cappuccino              |
| ocra gialla                            | mela caramellata        |
| bianco con macchie gialle              | crème caramel           |
| terra di Siena bruciata                | budino al cioccolato    |
| carminio                               | cannella                |
| biancastro                             | cocco                   |
| rosa confetto                          | zucchero filato         |
| giallo chiaro                          | ananas                  |
| bordeaux scurissimo                    | cherry cola             |
| bianco con punti neri                  | vaniglia                |
| viola scuro                            | uva                     |
| verde smeraldo                         | mela verde              |
| viola chiaro                           | violetta hawayana       |
| verde smeraldo                         | Jalapeño                |
| giallo chiaro con macchie verdi        | Pera Williams           |
| verde giallastro                       | kiwi                    |
| giallo                                 | limone                  |
| giallo con macchie bianche             | limone drop             |
| giallo verdastro                       | lime                    |
| nero                                   | liquirizia              |
| giallo con chiazze verdi               | mango                   |
| verde chiaro con macchie verde scuro   | margarita               |
| arancione                              | succo d'arancia         |
| arancione chiaro                       | sorbetto all'arancia    |
| arancione con macchie rosse            | pesca                   |
| marroncino                             | burro d'arachidi        |
| giallo chiaro                          | Piña Colada             |
| beige                                  | Pompelmo rosa           |
| azzurro con macchie blu di Prussia     | prugna                  |
| bordeaux                               | lampone                 |
| porpora                                | mela rossa              |
| cremisi con chiazze giallo scuro       | super cannella          |
| rosa confetto chiaro con chiazze rosse | yogurt alla fragola     |
| fucsia con macchie rosse               | fragola daiquiri        |
| rosso carminio con chiazze scure       | marmellata alla fragola |
| mandarino                              | mandarino               |
| bianco con chiazze marroni             | marshmallow tostato     |
| giallo con macchie marroni             | top banana              |
| multicolore                            | tutti-frutti            |
| magenta                                | ciliegia                |
| verde bottiglia                        | cocomero                |
| blu di Prussia                         | mora selvatica          |

### Ricettario Jelly Belly
| Combinazione gelatine Jelly Belly              | Nuovo gusto                                                                                  |
| ---------------------------------------------- | -------------------------------------------------------------------------------------------- |
| 2 ciliegia+1 budino cioccolata                 | boero (tipo di pralina di cioccolata con ripieno di liquore alla ciliegia simil "Mon chéri") |
| 2 fragola daiquiri+1 panna                     | frappé alla fragola                                                                          |
| 1 mandarino+1 pera williams +1 lampone+1 pesca | macedonia                                                                                    |
| 2 uva+1 cannella                               | vin brûlè                                                                                    |
| 2 prugna+1 vaniglia                            | budino (pudding) alla prugna                                                                 |
| 2 limone+2 noce di cocco                       | lemon merengue pie (torta meringa e limone)                                                  |
| 2 mango+1 lime +1 peperoncino messicano        | salsa mango tango                                                                            |

### Gusti orridi
Alcune gelatine (Bean Boozled) sembrano accostarsi a dei gusti un po' strambi e stravaganti, ecco alcuni esempi:
| Gusto originale      | Gusto orrido associabile |
| -------------------- | ------------------------ |
| banana               | matita                   |
| mirtillo             | dentifricio              |
| pesca                | vomito                   |
| popcorn al caramello | formaggio muffito        |
| prugna               | pepe nero                |
| cocco                | salviette imbevute       |
| pera williams        | mocciolo                 |

L'azienda Shokky Bandz si è ispirata alle Jelly Belly per creare le "Riskia il Gusto", variante italiana delle Bean Boozled.

### Altri gusti
Tra gli altri gusti vi sono:
| Colore                                          | Gusto                 |
| ----------------------------------------------- | --------------------- |
| marrone con scaglie scure                       | scaglie di cioccolato |
| rosa con scaglie rosse                          | sundae alla fragola   |
| rosa confetto chiaro con quadratini multicolori | torta di compleanno   |
| beige a chiazze ocra gialla                     | torta di compleanno   |
| verdolino a chiazze marroni                     | menta e cioccolata    |

Jelly belly ai gusti sportivi, Jelly belly senza zucchero, Jelly belly gusti soda, frappé e nuovi gusti in rodaggio.